# Бузар (правитель Алмалыка)
Бузар-хан — карлукский правитель Алмалыка (1200–1218). Союзник Чингисхана в борьбе против Кучлук-хана.

## Биография
О его жизни мало известно. В 1211 году, вместе с Арслан-ханом и Баурчук-идикутом, стал союзником Чингисхана. Причина этого союза - узурпация власти Кучлука, свержение с трона Чжклху-гурхана и ликвидация Восточно-караханидского ханства. Кучлук-хан по вере был христианином, а его жена Тафгач-хатун - буддистом. Он совершал гонения мусульман в стране. Это привело народ к недовольству, вследствие чего, он попросил помощь у Чингисхана. Тэмуджин отправил против Кучлука войско, во главе с Джэбе и Субэдэем для наказания Кучлука.
В 1218 году Бузар во время охоты близ своей ставки был убит Кучлуком.

## В современной культуре
Бузар стал персонажем романа Исая Калашникова «Жестокий век» (1978).